# La ville dont le prince est un enfant
La Ville dont le Prince est un Enfant (A Cidade do Pequeno Príncipe) é um filme francês de 1997.

## Sinopse
Em um colégio católico para meninos, a amizade entre dois garotos provoca a ira do ciumento Padre de Pradts, que fará de tudo para separá-los. O filme narra de maneira poética as relações de amizade entre dois rapazes num colégio interno católico e como estas foram destruídas pelos sentimentos pedófilos de um padre por um dos jovens. O filme lembra a história do livro As Amizades Particulares (Les amitiés particulières) que é um romance do escritor francês Roger Peyrefitte. Porém sem o final trágico do livro. Seu título em Inglês é The fire that burns, e pode ser traduzido do Francês  La ville dont le prince est un enfant, como A cidade cujo príncipe é uma criança (tradução literal).